# Eucynorta amazonica
Eucynorta amazonica is een hooiwagen uit de familie Cosmetidae.